# Exocentrus brunnescens
Exocentrus brunnescens is een keversoort uit de familie van de boktorren (Cerambycidae). De wetenschappelijke naam van de soort werd voor het eerst geldig gepubliceerd in 1995 door Holzschuh.